# 佐々木正
佐々木 正（ささき ただし、Tadashi Sasaki、1915年〈大正4年〉5月12日 - 2018年〈平成30年〉1月31日）は、日本の電子工学の科学者。シャープ元副社長。工学博士。「ロケット・ササキ」の異名を持つ。

## 人物・エピソード
島根県浜田市で生まれ、小学生時代に台湾の小学校へ転校。旧制台北高等学校を経て、1938年に京都帝国大学工学部電気工学科を卒業。台北高等学校で卒業研究として、マンゴーとリンゴを接ぎ木する等のマンゴーの品種改良に取り組む。アップルマンゴーは「この研究がきっかけでできた」と佐々木は説明している。
大卒後、当時の川西機械製作所（後に富士通と合併）へ入社。第二次世界大戦中はレーダー技術を獲得するためにシベリア鉄道でドイツに渡り、対空レーダーのウルツラウスの技術の習得のために派遣されたが、命からがら潜水艦の「Uボート」で帰国した。また、本土決戦に備えて「殺人光線」の開発を命じられたこともあったという。1964年に神戸工業（現：デンソーテン）取締役から、佐伯旭早川電機工業（現：シャープ）専務の要請を受け転進。シャープ株式会社産業機器事業部長、専務、副社長を経て同社顧問に就任。
低電圧を実現したMOS・LSIを採用したハンディ型小型電卓や、ポケットに入る超小型電卓の開発により、電算機・半導体・液晶業界では著名な研究者。また、電気・電子・情報通信分野の国際的な学会であるIEEE (The Institute of Electrical and Electronics Engineers,Inc.) で、日本人で5人目の「IEEE 2003 Honorary Membership」（IEEE名誉会員）を授与している。また、MOS・LSIがアポロ12号の着陸船に採用された事により、NASAから「アポロ功労賞」も贈られている。
また上記のように習得していたレーダー技術を応用し、電子レンジに使用するマグネトロンの開発に神戸工業時代に成功。電子レンジ自体の生産は他社に委ねたほうが最適であるとして、シャープが1961年に出した国産第1号の量産型電子レンジ「R-10」の製品化にも、佐々木は深く関与している。
1985年8月12日、大阪の実家への帰省のために羽田発伊丹行日本航空123便を予約していたが、毎年年末に恒例となっていたフィリップス本社の社長との会食がフィリップス側の事情でこの年は同日に前倒しになったために同便の搭乗をキャンセルをしその墜落事故の難を逃れる結果となった。同墜落事故についてはホテルニューオータニでの会食中に知ったという。一方で、搭乗をキャンセルしたことを知らされていない妻は佐々木を迎えに伊丹空港で待っていたが、空港で事故の情報が入ってくると心中穏やかな状態ではなくなってしまった。それでも遅くまで夫の帰りを待っていたが、会食で帰省が先延ばしになったことを知って安心して帰宅した。
ソフトバンク（株）相談役、（株）国際基盤材研究所代表取締役、郵政省電波技術審議会委員、新エネルギー財団・太陽光エネルギー委員会委員長、（財）国際メディア研究財団理事長、（財）未踏科学技術協会理事、島根／テキサス産業技術共創委員会島根側共創委員会委員長ほか数多くの要職に就く。また私塾の「正道塾」を通じ、後進の育成にあたった。
2018年1月31日、肺炎のため死去。102歳没。

## ロケット・ササキ
ロケット・ササキの由来は、当時、シャープの電卓「QT-8D」へ電卓用MOS・LSI（MOSFET）を生産していたノースアメリカン・ロックウェル社の経営陣が佐々木に寄贈した漫画に書かれたあだ名とされる。当時の電卓戦争下、2年サイクルで技術更新がされており、その状況下、先へ先へとやることが早すぎて、さすがのロケット関連会社（同社は当時、ミニットマン・ロケットを手がけている）も追いつけないという意味と、めまぐるしく変わるテクノロジーの先端へと常に挑戦する姿がある。漫画には「SHARP」と書かれた同社が手がけるミニットマン・ロケットに笑顔でまたがるスーツ姿の佐々木が跨がって上昇を続ける姿が描かれ、漫画の下部に「”Rocket” Sasaki」と書かれており、佐々木の名刺の裏側にもお気に入りのイラストとして描かれていた。
また、社内では昨日は大阪、今日は東京、その翌日は米国…といったように、まさにロケットのように全世界を飛び回っていた意味と同時に、佐々木が立ち去った後には、ロケット発射後に巻き起こる煙と気流のように、社内に風が吹き荒れ、残された社員の仕事が忙しくなるとの意味もあったという。
しかし、その一方、その「ロケット」ぶりから、当時の半導体メーカーの首脳からは「確かにずば抜けた才能の持ち主だが、頭の中では何を考えているかさっぱり判らない」とも言われていたという。特に、MOSLSIの開発・生産について、一部の学者などから不安定要因を抱えて、やめておけという意見が出ているのもかかわらず、技術の流れからMOSLSIの開発・生産を先行して進めるよう国内メーカーに懇願した。それに加え、通産省（当時）からもMOS開発で補助金が出されたのにもかかわらず、開発成功しても生産は国内メーカーに断わられた経緯がある。そのため、腹立たしい思いをしつつも、その後ロックウェル社に巨額発注（初期ロットで3000万ドル＝当時のレートで106億円）したことが、逆に「佐々木はけしからん」「佐々木は（外貨流出の）国賊だ」などと半導体メーカーから呼ばれていたという。

## ２人の恩人
佐々木は、日本の孫正義、アメリカのスティーブ・ジョブスの２人の起業家の恩人とも言われている。
孫正義との関係は、米国でコンピュータやパソコンの勉強会をやっていた孫に偶然出会ったのが最初。すぐに親しくなった後、しばらくして技術本部長兼中央研究所長をしていた際、公衆電話からアポイントメントを取り、孫の父と一緒に、1978年にカリフォルニア大学バークレー校在学中に共同開発した「音声機能付き電子翻訳機」の試作機（のちに音声合成電訳機「IQ-5000」としてシャープから発売）を売り込んできた。試作機については他社からは侮辱的な断りを受け、最後に、佐々木を思い出して会いに来たという。そして、佐々木は開発研究費として最大1億6000万円拠出し、米国でソフトウェア開発会社の「Unison World」を設立。のちにソフトバンク創業資金となったという。また帰国して日本ソフトバンク（当時）を起業した孫が、運転資金枯渇の際、1億円の融資の申し込みを第一勧業銀行（現みずほ銀行）麹町支店に融資を申し込んだが断わられ、その際、佐々木は、退職金と自宅を担保に差し出して保証人になることを銀行の役員に申し出た。結局、「佐々木さんがそこまで信頼を寄せるのであれば」ということで融資が通り、運転資金を確保した。その後も、孫氏が肝臓を患い入院した際に毎日のように見舞いに訪れたことや、ソフトバンク相談役に就くなどしている。そのため、孫も「私にとって佐々木先生は大恩人。佐々木先生との出会いがなければ今日のソフトバンクグループも私もなかった」「私と弊社だけの恩人ではなく、日本の先端電子技術の礎を築かれた日本にとっての大恩人です」と述べている。
スティーブ・ジョブスとの関係は、1980年代中盤、自ら創業したアップルを追放されていた際、訪日をし、副社長時代の佐々木に「（次の事業の）アイデアを求めてあなたに会いに来た」と相談を持ちかけている。当時の身なりはひどく、ボサボサの長髪でTシャツにジーンズ、足元はサンダル、しかもソファに座るなりあぐらをかいていたとのことだが、佐々木はジョブズを快く迎え入れたという。その際、ジョブズに、ライバルであるビル・ゲイツとの協力や、ウォークマンの例を挙げて携帯型の小型端末のヒントになるような話やネットワーク基盤の携帯型IT機器の時代が来るとの進言をした。その時のアドバイスが、後のiPhoneの開発などにつながったという。

## Intel 4004
佐々木は世界初のマイクロプロセッサであるIntel 4004の開発において重要な役割を果たしたことでも知られる。開発初期に、佐々木はより良い計算機を実現するためのチップのアイデアを考案し、インテル社にこれを製造するよう要請した。彼は、4004の開発につながったビジコン社の電子式卓上計算機141-PFの開発に携わっており、1968年に日本で行われたブレインストーミングのセッションにおいて同計算機の構想について議論した。 
佐々木はこの会議で奈良女子大学のソフトウェアエンジニア研究者であった名前の知らない女性から、計算機のチップセットの機能をROM (4001)、RAM (4002)、シフトレジスタ (4003)、CPU (4004)の4つに分解するというアイデアを受けたとしている。その後1968年に佐々木はインテル社のロバート・ノイスとの最初の会談を行い、この女性のアイデアをインテル社とビジコン社に紹介した。これがIntel 4004のシングルチップマイクロプロセッサとしての基礎的なデザインを完成させたのだという。 

## サムスンとの関係
1970年頃にサムスンは商社から電器産業に進出したが半導体の開発で行き詰まっていた当時、日韓定期閣僚会議が始まって日韓提携の気運があった。日本電気の小林宏治が「韓国は技術を盗んでいく」と警戒感を持っていたのに困ったサムスンの李健熙は佐々木に説得を頼み、駐日大韓民国大使と小林、佐々木とで食事する機会をセッティングしてもらった。その後に佐々木以外の3人でゴルフに行き、そこで小林は機嫌を直したという。これがきっかけで、李は佐々木を頼るようになり、シャープとサムスンは4ビットマイコンの製造技術で提携した。その後、サムスンは日本企業の半導体産業を壊滅させるほどの規模に成長したため、MOSLSIの際に言われた「佐々木は国賊だ」という半導体業界からの批判をサムスンとの関係でも再び言われている。しかし、佐々木は「日本半導体産業の敗因は、外に技術を漏らしたことではなく、自らが足を止めたことにあると考えている」と反論をしている。
一方、李から液晶について教えを請われた際には、小林は断ったという。李はこれに納得したというが、その部下はシャープの技術者から液晶技術を剽窃し、シャープでは技術幹部が韓国に渡航しないようパスポートを預かるまでに至った。佐々木はその時にも「与えられるものを与えて、感謝してくれればいい。少なくともシャープの味方にはなるだろう」と思っていたと語っている。
しかし、李がトップを離れた時期に、サムスンはシャープに特許訴訟を起こした。そのことについて佐々木は「（訴訟を起こすのは）サムスンが情けなかった。李さんはシャープに感謝しとるからね。」と述べており、李の復帰後、直接話をして訴訟は和解したという。